# Coronel Goulart
Coronel Goulart é um distrito do município brasileiro de Álvares Machado, no interior do estado de São Paulo.

## História

### Origem
O distrito tem origem no povoado de Boa Vista, fundado em território do município de Presidente Prudente. Seu nome atual é uma homenagem ao Coronel Francisco Paula Goulart, desbravador mineiro proprietário da Fazenda Pirapó Santo Anastácio que fundou a cidade de Presidente Prudente.

### Formação administrativa
- Distrito policial de Boa Vista criado em 19/05/1936 no município de Presidente Prudente[4].
- Distrito de Coronel Goulart criado pelo Decreto n° 9.775 de 30/11/1938, com sede na povoação de Boa Vista e com terras desmembradas do distrito de Pirapozinho, no município de Presidente Prudente[5].
- Pelo Decreto-Lei n° 14.334 de 30/11/1944 foi transferido para o município de Álvares Machado[6].

## Geografia

### Demografia

#### População urbana
| Crescimento população urbana | Crescimento população urbana | Crescimento população urbana | Crescimento população urbana |
| Censo                        | Pop.                         |                              | %±                           |
| ---------------------------- | ---------------------------- | ---------------------------- | ---------------------------- |
| 1940                         | 339                          |                              | —                            |
| 1950                         | 414                          |                              | 22,1%                        |
| 1960                         | 444                          |                              | 7,2%                         |
| 1970                         | 428                          |                              | −3,6%                        |
| 1980                         | 402                          |                              | −6,1%                        |
| 1991                         | 451                          |                              | 12,2%                        |
| 2000                         | 510                          |                              | 13,1%                        |
| 2010                         | 508                          |                              | −0,4%                        |
| Fonte: IBGE e Fundação SEADE |                              |                              |                              |

#### População total
Pelo Censo 2010 (IBGE) a população total do distrito era de 1 023 habitantes.

### Área territorial
A área territorial do distrito é de 143,079 km².

### Rodovias
O principal acesso ao distrito é a estrada vicinal Álvares Machado - Coronel Goulart.

## Serviços públicos

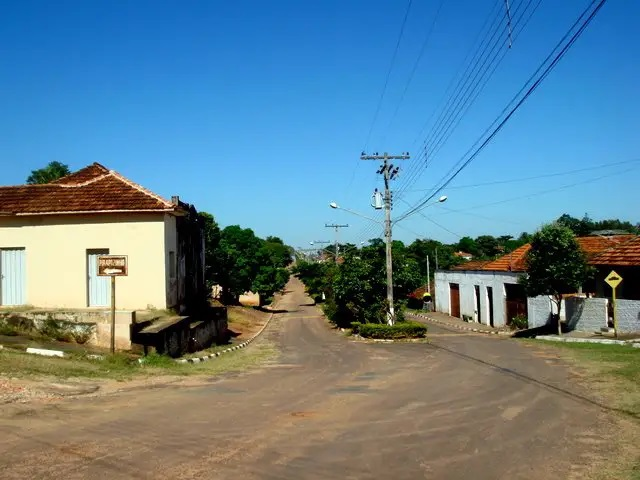
Aspecto local.

### Registro civil
Atualmente é feito no próprio distrito, pois o Cartório de Registro Civil das Pessoas Naturais ainda continua ativo.

### Saneamento
O serviço de abastecimento de água é feito pela Companhia de Saneamento Básico do Estado de São Paulo (SABESP).
- Sistema de abastecimento: Coronel Goulart
- Processo de tratamento: Desinfecção e Fluoretação
- Manancial: Poço P-1
- Local(is) abastecido(s): Sede do Distrito

### Energia
A responsável pelo abastecimento de energia elétrica é a Energisa Sul-Sudeste, antiga Caiuá (distribuidora do grupo Rede Energia).

### Telecomunicações
O distrito era atendido pela Telecomunicações de São Paulo (TELESP), que inaugurou a central telefônica utilizada até os dias atuais. Em 1998 esta empresa foi vendida para a Telefônica, que em 2012 adotou a marca Vivo para suas operações.

## Religião
O Cristianismo se faz presente no distrito da seguinte forma:

### Igreja Católica
- A igreja faz parte da Diocese de Presidente Prudente[18].

### Igrejas Evangélicas
- Assembleia de Deus - O distrito possui uma congregação da Assembleia de Deus Ministério do Belém, vinculada ao Campo de Presidente Prudente[19][20]. Por essa igreja, através de um início simples, mas sob a benção de Deus, a mensagem pentecostal chegou ao Brasil. Esta mensagem originada nos céus alcançou milhares de pessoas em todo o país, fazendo da Assembleia de Deus a maior igreja evangélica do Brasil[21].
- Congregação Cristã no Brasil[22].